# Velbloud uchem jehly
Velbloud uchem jehly je biblický příměr pocházející z Babylónského Talmudu (Bava Mecia 38a) a přijatý do Nového zákona, že bohatý člověk nemůže být přijat do království Božího. V této podobě je také názvem divadelní hry a několika filmů.
| „                       | Snáze projde velbloud uchem jehly, než aby bohatý vešel do Božího království. | “ |
| — Mk 10, 25 (Kral, ČEP) |                                                                               |   |

Kromě Markova evangelia se Ježíšův citát vyskytuje i u Matouše a Lukáše. Neobvyklý příměr se vysvětluje záměnou tehdy již stejně se vyslovujících slov kamélos a kamílos v řeckém originále, tedy pojmů velbloud a kotevní lano. Podobenství odedávna budilo pozornost kvůli svému sociálně ideologickému zahrocení, které zřejmě souvisí se situací prvotních křesťanů.

## Umělecká díla
- Velbloud uchem jehly (divadelní hra) – divadelní hra Františka Langera.
- Velbloud uchem jehly (film, 1926) – československý film režiséra Karla Lamače z roku 1926
- Velbloud uchem jehly (film, 1936) – československý film režisérů Hugo Haase a Otakara Vávry z roku 1936
- Das Kamel geht durch das Nadelöhr (TV film, 1970) – rakouský film režiséra Františka Čápa z roku 1970